# Joutseno
Joutseno er en finsk by i landskabet Södra Karelen i Sydfinlands len beliggende ved søen Saimens sydlige bred. Indtil 2009 var Joutseno en selvstændig kommune, men derefter blev den fusioneret med Lappeenranta. Inden kommunesammenlægningen havde Joutseno 10.807 indbyggere og et areal på 498,8 km², hvoraf 187,15 km² var vand. 
Joutseno er ensproget finsk, og byen fik bystatus den 1. januar 2005.
Byen er vokset op omkring en cellulosefabrik.

## Ekstern henvisning
- Wikimedia Commons har flere filer relateret til Joutseno

61°07′05″N 28°30′35″Ø / 61.1181°N 28.5097°Ø
1. ↑  Kaupunkien ja kuntien lukumäärät ja väestötiedot, Association of Finnish Municipalities, hentet 15. februar 2019 (fra Wikidata).